# Norderelbbrücke (K6)
Die Norderelbbrücke (auch K6 genannt, wobei K für Kunstbauwerk steht) ist eine Schrägseilbrücke, die die Norderelbe zwischen Hamburg-Wilhelmsburg und Rothenburgsort im Zuge der östlichen Umgehung der Autobahn A 1 überspannt. Sie war die erste große Mittelebenen-Schrägseilbrücke in Deutschland.

## Geschichte
Das Bauwerk entstand zwischen 1959 und 1963 im Zuge der Errichtung einer südlichen Umgehung der Hansestadt Hamburg als erster Hamburger Neubau einer Strombrücke nach dem Zweiten Weltkrieg. 22 Angebote gingen nach einem im Herbst 1958 ausgeschriebenen Ideen- und Bauwettbewerb ein. Zur Ausführung kam ein Stahlbrückenentwurf der Rheinstahl Union Brückenbau AG mit einer Mittelebenen-Schrägseilbrücke für einen gemeinsamen Überbau der beiden Fahrtrichtungen. Das Bauwerk prüfte der Bauingenieur Hellmut Homberg. Die Architekten Egon Jux und Harro Freese wirkten bei der Gestaltung mit. Die Baukosten betrugen 14 Millionen DM.
Zunehmende Durchbiegungen der Mittelöffnung von 19 Zentimetern erforderten 1978 aufgrund von Sicherheitsüberlegungen den Einbau einer Hilfsunterstützung unter der Mittelöffnung. 1983 wurden täglich im Durchschnitt 57.000 Kraftfahrzeuge gezählt. Der Anteil der Lastkraftwagen betrug etwa 22 %. Zwischen 1984 und 1986 folgten umfangreiche Instandsetzungs- und Umbauarbeiten, die 33 Millionen DM kosteten. Dabei wurden unter anderem die Pylone und Seile abgebaut, eine neue Seilüberspannung errichtet sowie die Fahrbahnkonstruktion für drei Fahrstreifen in jeder Fahrtrichtung, ohne Standstreifen, umgebaut.
Die Brücke ist seit den 2010er Jahren durch die Hamburger Behörde für Kultur und Medien mit der Nummer 14429 in der Liste der Hamburger Kulturdenkmäler verzeichnet.
Im Mai 2015 wurden Risse an den Stabilisierungselementen saniert. Aufgrund des Bauzustandes und des geplanten achtstreifigen Ausbaus der Autobahn 1 soll für das Bauwerk ein Ersatzneubau, bestehend aus zwei Teilbauwerken, in der zweiten Hälfte der 2020er Jahre errichtet werden. 2010 wurden täglich im Durchschnitt über 100.000 Kraftfahrzeuge gezählt, 2025 wurde eine Zählung von etwa 136.000 Kfz pro Tag genannt, davon etwa ein Fünftel Lkw. Für 2030 sind bis zu 160.000 Fahrzeuge pro Tag prognostiziert.
Aufgrund von Alterserscheinungen im Stahl wurden im Frühjahr 2025 verkehrsberuhigende Maßnahmen durchgeführt. Die sechs Fahrstreifen wurden verengt und in Richtung der Brückenmitte verlegt. Darüber hinaus wurde durch die Autobahn GmbH eine allgemeine Höchstgeschwindigkeit von 60 Stundenkilometern und ein Abstandsgebot für Lkw eingeführt. Das Ziel sei, die Brücke bis zum Ersatzneubau im Jahr 2029 oder 2030 betriebsfähig zu halten.

## Konstruktion
Die Schrägseilbrücke hat fünf Öffnungen und eine Gesamtstützweite von 410,8 m mit einer maximalen Stützweite von 171,9 m bei der mittleren Öffnung über der Norderelbe. Zwei 53 m hohe Mittelpylone mit einer symmetrischen Seilebene tragen im mittleren Feld das 30,6 m breite und 3 m hohe torsionssteife Brückendeck mit einer orthotropen Platte als Stahlleichtfahrbahn.

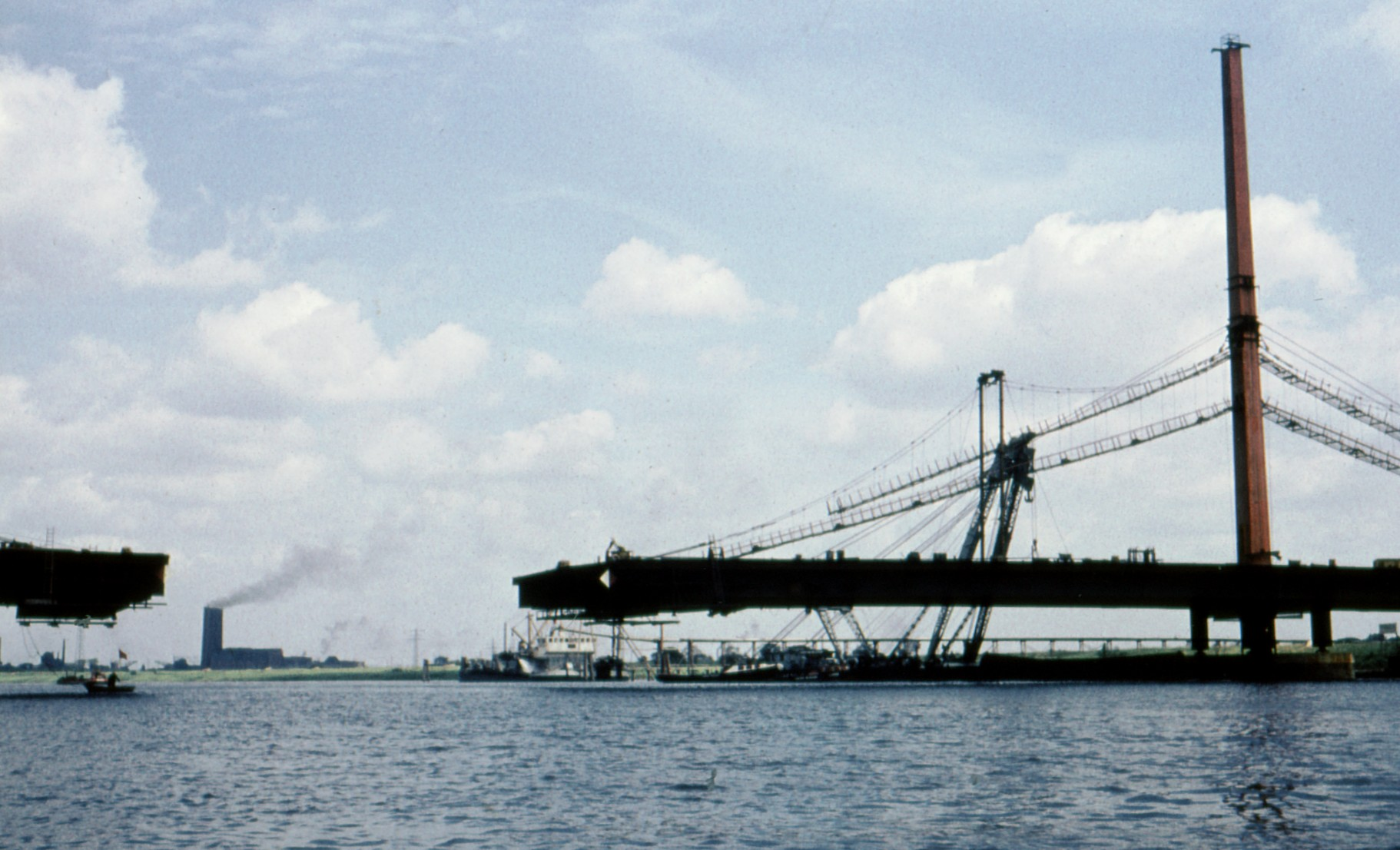
Norderelbbrücke im Bauzustand

Die ursprüngliche Seilabspannung bestand aus zwei gespreizten Seilbündeln, die am Pylon über Umlenksättel in 17,68 m beziehungsweise 22,88 m Höhe geführt und am Brückenträger in 64 m Entfernung zusammen verankert waren. Die beiden Pylone waren aus ästhetischen Gründen wesentlich höher als die obere Seilverankerung ausgeführt worden. Seit dem Umbau besteht die Seilabspannung aus zwei Seilsträngen mit jeweils vier Einzelseilen, die auch im Pylon verankert und etwa parallel (harfenförmig) angeordnet sind. Aus der nun höheren Lage der oberen Seilstränge folgt eine steilere Seilführung, wodurch sich eine größere Steifigkeit des Tragwerks ergibt.
Die Pylonpfeiler wurden mit Senkkästen gegründet. Die Montage der Brücke erfolgte in den Randfeldern mit Hilfsunterstützungen. Die Hauptöffnung wurde im Freivorbau mit Hilfsabspannungen errichtet. Die bis zu 32 m langen Montageteile wurden mit einem Schwimmkran eingebaut.

## Neubau
Im Rahmen des Ausbaus der A 1 wurde 2018 ein Ersatzbauwerk geplant. In einem öffentlich ausgeschriebenen Realisierungswettbewerb setzte sich die Planungsgemeinschaft aus dem Ingenieurbüro Leonhardt, Andrä und Partner und dem Architekturbüro Gerkan, Marg und Partner mit ihrem Entwurf durch. Das Planfeststellungsverfahren läuft seit 2023, der Bau ist für den Zeitraum 2026 bis 2030 geplant.